# Tjörnbron
Tjörnbron är en snedkabelbro  över Askeröfjorden på länsväg 160 som förbinder öarna Källön i Stenungsunds kommun och Almön i Tjörns kommun. Den är störst av de tre broar som förbinder Stenungsund på fastlandet med ön Tjörn. De andra två broarna är Källösundsbron och Stenungsöbron. Bron invigdes 1981 som ersättning för den tidigare bron, Almöbron, som rasade 1980 efter att ha blivit påseglad av fartyget Star Clipper.

## Beskrivning
Tjörnbron ersatte den tidigare Almöbron som rasade 1980 efter att ha blivit påseglad av bulkfartyget Star Clipper. Vägverket inledde efter olyckan ett stort arbete med att snabbt bygga en ny bro. Den entreprenör som kunde uppvisa ett snabbt färdigställande premierades vid upphandlingen. Skanska vann denna och genom att flera processer, som normalt sker linjärt istället skedde parallellt, kunde byggtiden förkortas. Den 28 september 1981 sattes den sista sektionen på plats efter endast 17 månaders byggande. Detta var åtta månader mindre än man först räknat med. Bron provbelastades den 3 november 1981, genom att 24 stycken 22-tons lastbilar med makadam ställdes upp i två filer, intill brons mittlinje. Sex dagar senare den 9 november invigdes den efterlängtade bron av kung Carl XVI Gustaf och började trafikeras samma dag. Bron hade då kostat 156,9 miljoner kronor och totalsumman med extrafärjor med mera gjorde att slutsumman landade på ungefär 250 miljoner (drygt 680 miljoner kr i 2011 års penningvärde).[källa behövs]
Längden är 664 meter, spännvidden i huvudspannet är 366 meter och fri bredd mellan ytterräckena är 15,2 meter. Pylonerna är 113,6 meter höga, och segelfri höjd i farleden är 45,7 meter.
Betongkonstruktionerna består av 1 400 ton armeringsstål och 12 000 ton betong.

## Gamla Almöbron och olyckan

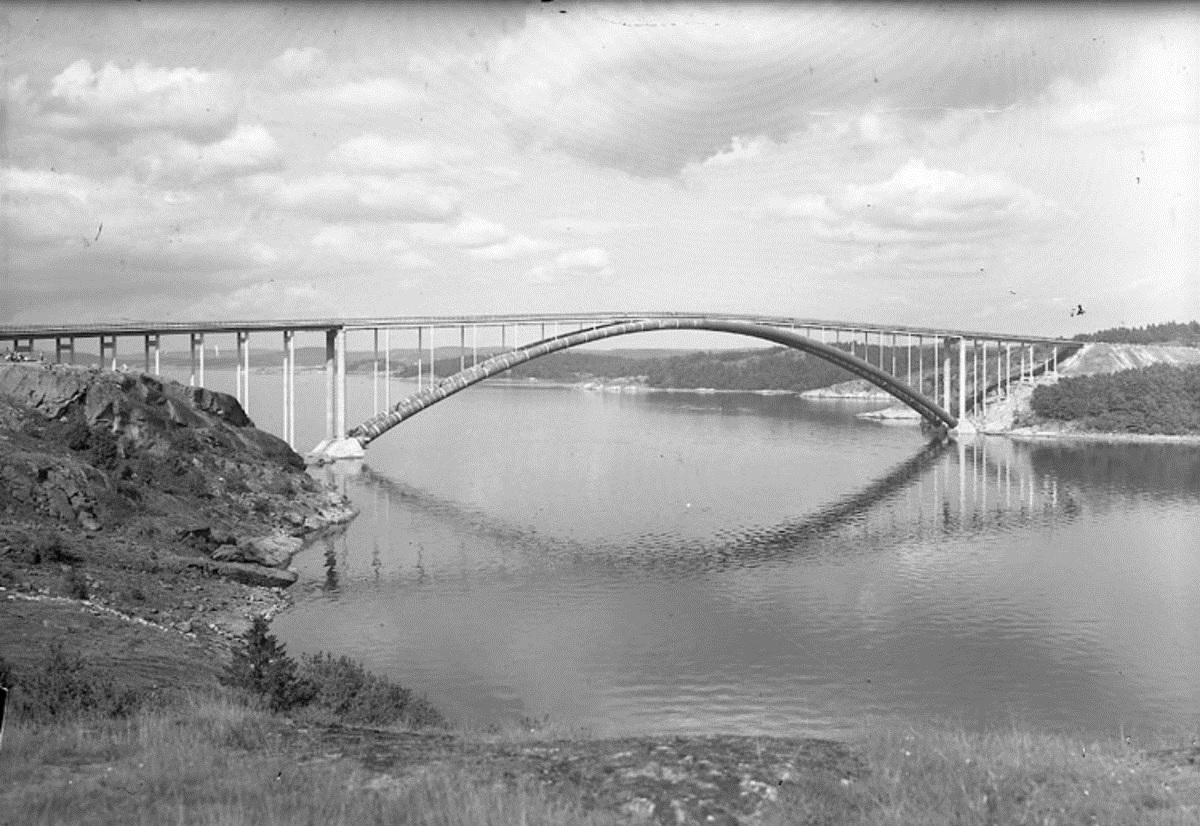
Den gamla bron, Almöbron 1960.

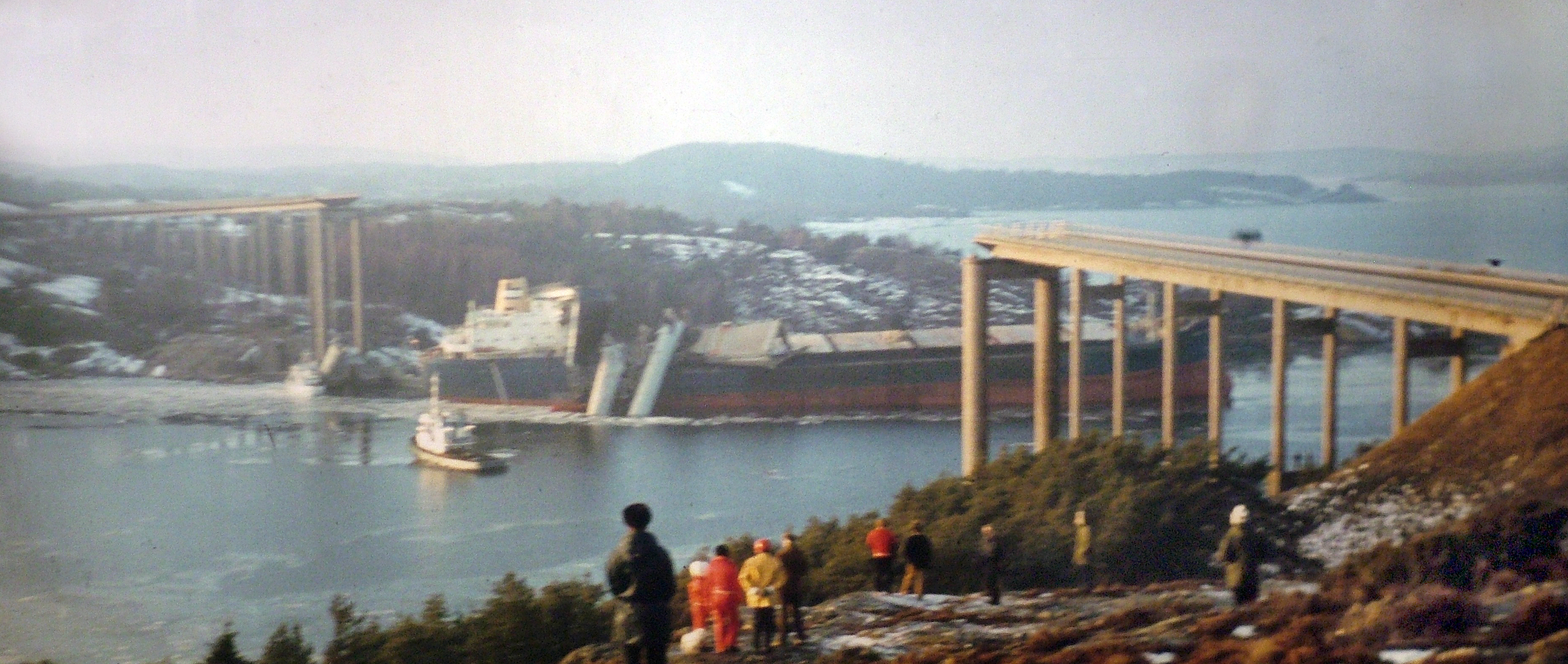
Tjörnbrokatastrofen 1980.

Den tidigare bron, Almöbron, var en bågbro som rasade klockan 01.30 den 18 januari 1980 då brospannet blev påkört av det liberiaregistrerade bulkfartyget Star Clipper. Haveriet orsakades av att isanhopningar i den trånga farleden påverkade fartygets manöverförmåga, och att en kran ombord på fartyget slog i brons så kallade bågrör. Åtta människor i sju bilar omkom då de aldrig hann uppfatta i tid att bron de skulle passera över inte längre fanns.

## Galleri

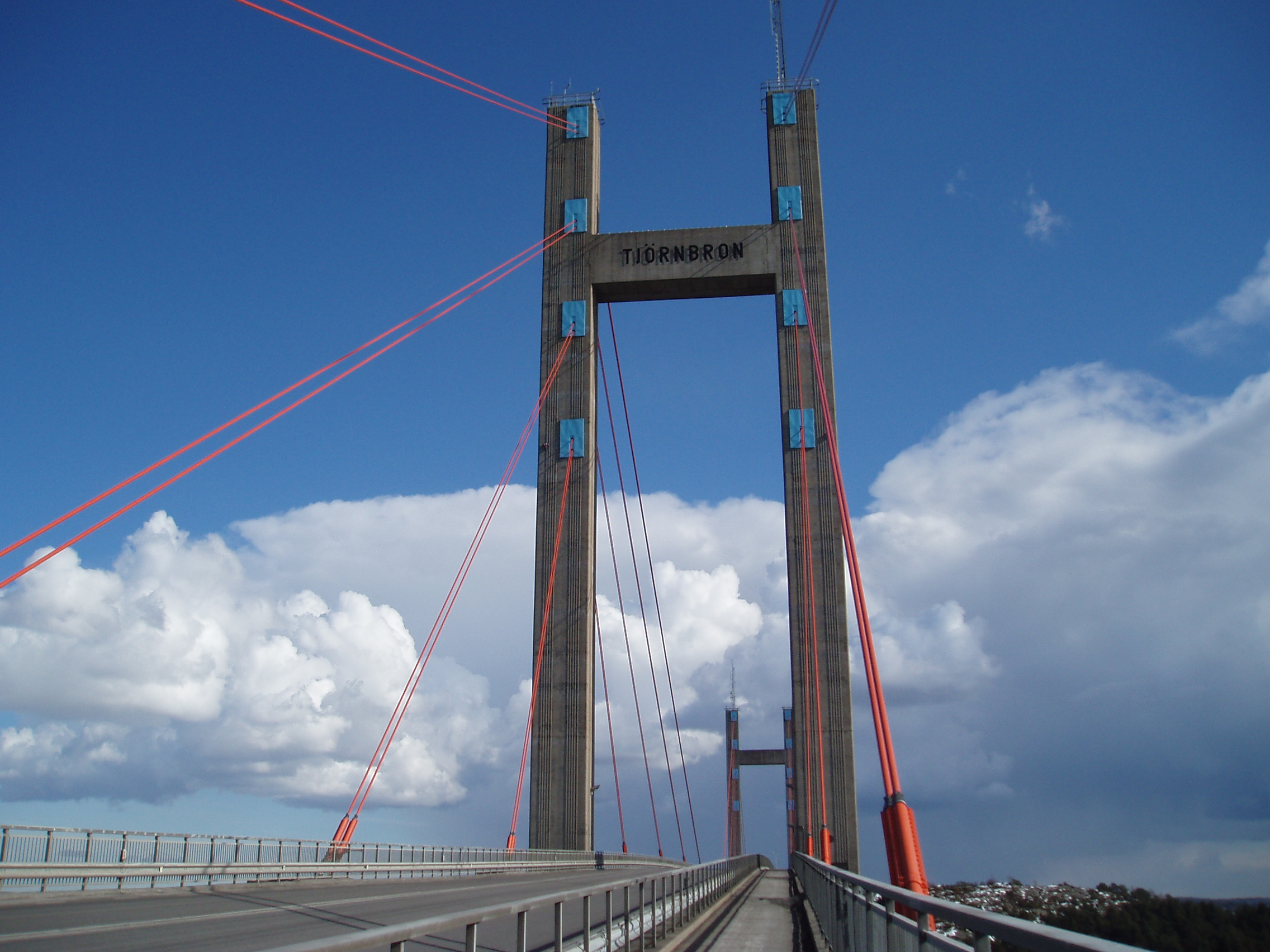
Tjörnbron från gåbanan på bron.
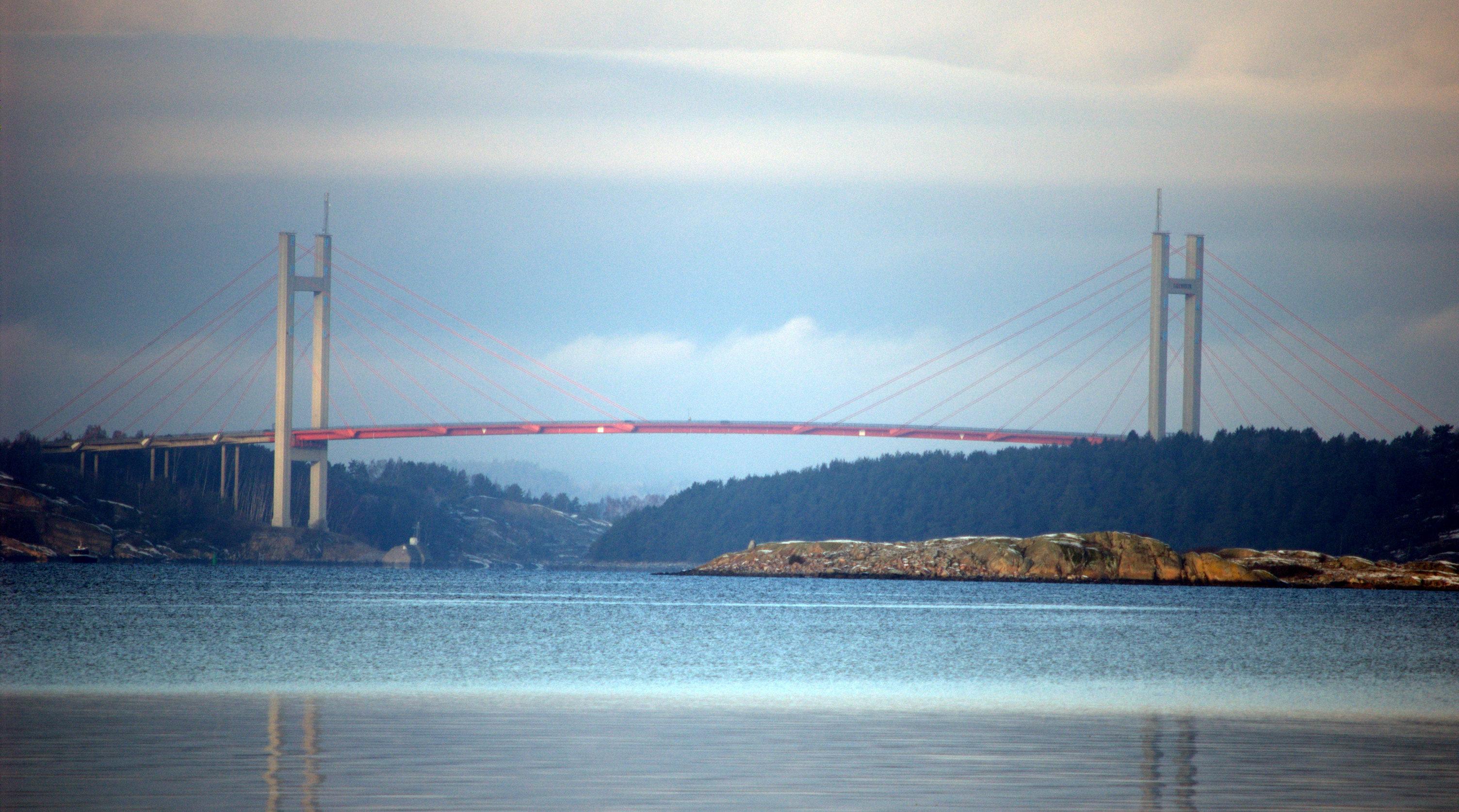
Tjörnbron från sidan.